# Karumen kokyō ni kaeru

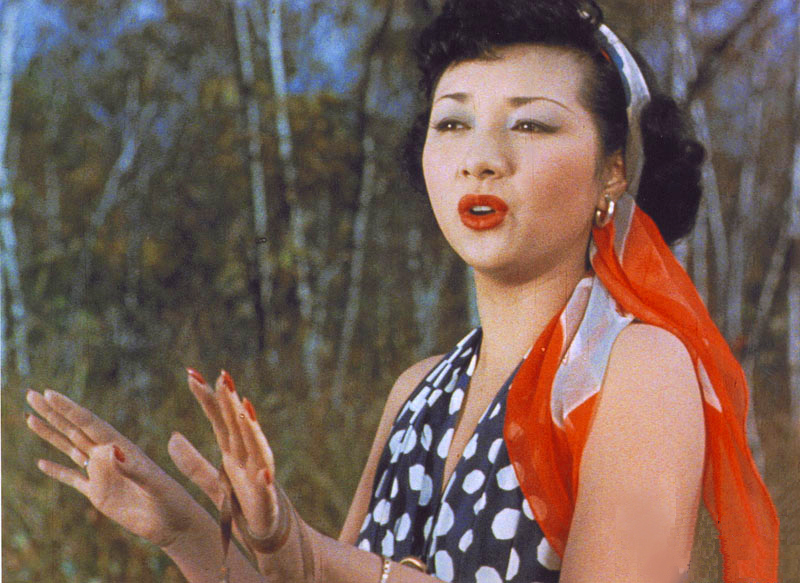
Hideko Takamine, protagonista de la pel·lícula

Karumen kokyō ni kaeru (カルメン故郷に帰る, Carmen torna a casa) és una pel·lícula de comèdia japonesa de 1951 dirigida per Keisuke Kinoshita. Va ser el primer llargmetratge en color del Japó.

## Argument
A causa de la renovació del local amb seu a Tòquio on treballa, l'Okin, de nom artístic Lily Carmen, i la seva amiga Maya, enamorada, li fan una visita a la seva petita ciutat rural natal a Nagano. El pare de Carmen, que mai va aprovar que abandonés la família, és molt crític amb el seu retorn, però la majoria dels vilatans tenen curiositat per l'estrella de la gran ciutat, inclosa la directora de l'escola, que se sent honrada per la presència d'una artista tan aclamada. Com a resultat, l'"art" de Carmen és un popular acte de ball de striptease, que està a punt d'interpretar en un espectacle muntat pel magnat local Maruju. Mentre que alguns dels habitants conservadors veuen en joc la moralitat, d'altres disculpen el comportament excèntric de Carmen amb el fet que "Okin té ocells al cap des que una vaca la va donar una puntada de petita". Després de fer el seu espectacle, l'Okin i la Maya, novament enamorada, que mentrestant es va enamorar del jove professor Ogawa, tornen a la gran ciutat. Maruju renuncia a la seva part dels beneficis de l'espectacle, i el pare d'Okin lliura els diners al director que es compromet a utilitzar-los per donar a tothom una educació artística.

## Producció i llegat
Filmada amb Fujicolor, va ser la primera pel·lícula en color del Japó. Tanmateix, per precaució i a causa dels costos d'impressió, també es va rodar una versió en blanc i negre, per la qual cosa els actors i actrius van tornar a representar escenes. A causa del temps que implica la producció d'una impressió, la majoria de cinemes van projectar la versió en blanc i negre.
IMAGICA va dur a terme una restauració digital amb el suport de la Fundació Japó utilitzant una còpia internagativa en color feta per Shochiku del 1975. La pel·lícula restaurada es va estrenar a la 69a Mostra Internacional de Cinema de Venècia.
Karumen kokyō ni kaeru fou seguida d'una seqüela, Karumen junjō su (1952), rodada completament en blanc i negre, que l'historiador del cinema Alexander Jacoby va qualificar de "sàtira incòmoda i una mica misantròpica" en contrast amb l'"humor tendre" de la seva predecessora. Donald Richie era d'una opinió diferent: mentre que considerava "Karumen kokyō ni kaeru" una "de les millors comèdies" va veure la seva successora com "la [sàtira] més gran feta al Japó"
shot entirely in black-and-white, which film historian Alexander Jacoby called an "uneasy, somewhat misanthropic satire" in contrast to the "tender humour" of its predecessor. Donald Richie was of a different opinion: while he called Carmen Comes Home one "of the better comedies", he saw its successor as "the greatest [satire] made in Japan".

## Repartiment

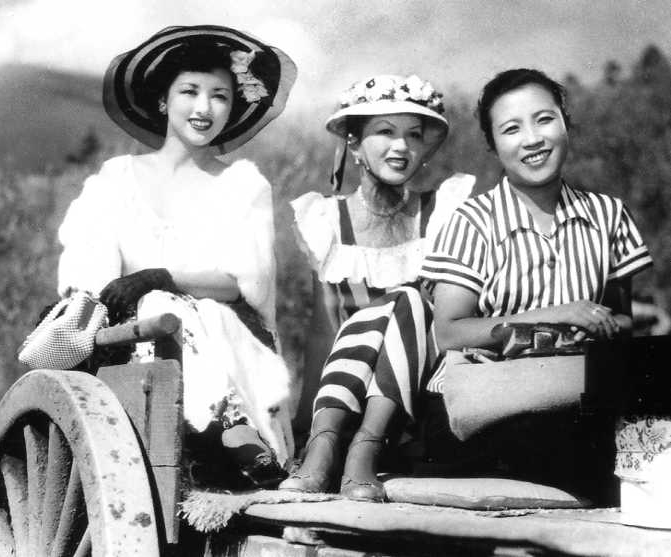
D'esquerra, Hideko Takamine, Toshiko Kobayashi i Yūko Mochizuki

- Hideko Takamine com a Kin (Okin) Aoyama, àlies Lily Carmen
- Shūji Sano com el músic cec Haruo Taguchi
- Chishū Ryū com a director de l'escola
- Kuniko Igawa com a Mitsuko, la dona d'en Haruo
- Takeshi Sakamoto com a Shoichi, el pare de Kin
- Bontarō Miyake com a Maruju, el magnat
- Keiji Sada com el Sr. Ogawa, el professor de l'escola
- Toshiko Kobayashi com a Maya Akemi
- Kōji Mitsui com a Oka, l'assistent de Maruju
- Yūko Mochizuki com a Yuki Aoyama, la germana de Kin (acreditada Mieko Mochizuki)
- Yoshito Yamaji com a jove del poble
- Akio Isono com Ichiro Aoyama
- Kiyoshi Koike com a Naokichi Aoyama
- Isao Shirosawa com Kiyoshi Taguchi